# Pterocomma yezoense
Pterocomma yezoense är en insektsart. Pterocomma yezoense ingår i släktet Pterocomma och familjen långrörsbladlöss. Inga underarter finns listade i Catalogue of Life.